# Міжфракційне об'єднання «ЄвроОптимісти»
Міжфракційне об'єднання «ЄвроОптимісти» – міжфракційне об’єднання народних депутатів Верховної Ради України VIII скликання із фракцій «Батьківщина», «Блок Петра Порошенка», «Народний фронт», «Самопоміч» та позафракційних. МФО було зареєстроване 3 лютого 2015 року задля координації парламентської роботи з метою втілення європейських реформ.

## Історія виникнення
Співпраця майбутніх членів МФО розпочалася до парламентських виборів, коли вони разом з громадськими активістами та представниками політичних партій формували майбутній порядок денний парламенту.
Задля єдиної стратегії дій у межах Верховної Ради України цими депутатами було створено МФО «ЄвроОптимісти» . Спільним проектом для багатьох членів об’єднання стала участь в Українській школі політичних студій аналітичного центру «Лабораторія законодавчих ініціатив» . Станом на 3 лютого 2015 року до складу міжфракційного об’єднання вступили 24 народних депутати із фракцій «Батьківщина», «Блок Петра Порошенка», «Народний фронт», «Самопоміч». Співкоординаторами об’єднання було обрано Наталію Кацер-Бучковську (Народний фронт), Іванну Климпуш-Цинцадзе (БПП), Вікторію Пташник (позафракційна), Олексія Рябчина (Батьківщина). 
Створенню міжфракційного об’єднання сприяли Ігор Когут, Світлана Матвієнко, Уляна Полтавець з Лабораторії законодавчих ініціатив та нинішній посол України в Канаді Андрій Шевченко. «Ми об’єднались. Більше немає розрізнених «молодих» і розмитих «нових». Нам немає куди відступати, ми хочемо говорити на рівних і вимагаємо зміни правил» – підсумував Мустафа Найєм (БПП) презентацію МФО.

## Цілі діяльності
Головними пріоритетами своєї діяльності «ЄвроОптимісти» визначили:
- захист прав людини;
- утвердження верховенства права;
- зміцнення громадянського суспільства;
- боротьбу з корупцією;
- європейську інтеграцію України;
- відбудову парламентаризму в Україні.

## Співкоординаторство та членство в МФО
Відповідно до Статуту діяльності МФО «ЄвроОптимісти» щосесії відбувається переобрання співкоординаторів, тому другу каденцію очолили Вікторія Войціцька (Самопоміч), Світлана Заліщук (БПП), Наталія Кацер-Бучковська (Народний фронт) та Іван Крулько (Батьківщина). Наразі співкоординаторами є Олексій Мушак (БПП), Олена Сотник (Самопоміч) та Альона Шкрум (Батьківщина). 
До нинішнього складу об’єднання входить 25 народних депутатів: Олександр Черненко (БПП), Дмитро Добродомов (позафракційний), Владислав Голуб (БПП), Ганна Гопко (позафракційна), Наталія Кацер-Бучковська (Народний фронт), Сергій Кіраль (Самопоміч), Іван Крулько (Батьківщина), Сергій Лещенко (БПП), Ігор Луценко (Батьківщина), Олексій Мушак (БПП), Мустафа Найєм (БПП), Тарас Пастух (Самопоміч), Вікторія Пташник (позафракційна), Павло Різаненко (БПП), Анна Романова (Самопоміч), Олексій Рябчин (Батьківщина), Альона Шкрум (Батьківщина), Ярослав Маркевич (Самопоміч), Олена Сотник (Самопоміч), Андрій Вадатурський (БПП), Вікторія Войціцька (Самопоміч), Сергій Євтушок (Батьківщина), Оксана Юринець (БПП), Світлана Заліщук (БПП), Леонід Ємець (Народний фронт).

## Звіт діяльності МФО за 2015 рік
За перший рік роботи члени МФО стали авторами та співавторами низки законів, підписаних Президентом; налагодили двосторонню комунікацію з громадянським суспільством та вибудували міжнародний діалог. Результатами діяльності «ЄвроОптимістів» за 2015 рік є:
1. Спільна позиція. Міжфракційне об’єднання «ЄвроОптимісти» змогло об’єднати депутатів різних фракцій та позафракційних, де ідеологічна чи партійна належність стала вторинною по відношенню до важливих спільних законів та політичних рішень в умовах політичної, економічної та безпекової кризи в Україні.
2. Законодавча діяльність. «ЄвроОптимісти» стали співавторами низки революційних законів у сфері антикорупції, енергетики, антимонопольної політики, державної служби, медіа, які були ключовими вимогами Революції Гідності.
3. Парламентська дипломатія. Депутати МФО змогли започаткувати міжнародний діалог високого рівня та побудувати мережу персональних контактів для лобіювання інтересів України на міжнародній арені, в тому числі через роботу в представницьких органах міжнародних структур. 
4. Комунікація з громадськістю. Депутати побудували міцну й системну роботу з громадянським суспільством, піднявши можливість впливу експертів, науковців, активістів, громадських середовищ на процес вироблення та ухвалення рішень на новий рівень. «ЄвроОптимісти» через залучення громадян до законотворення сприяють трансформації українського суспільства з вертикальної в горизонтальну систему.
5. Фінансово-політична незалежність. «ЄвроОптимісти» стали чи не унікальним прикладом політичного об’єднання, рішення в рамках якого ухвалюються без впливу фінансово-політичних груп та олігархів. Депутати запропонували суспільству новий рівень прозорості та підзвітності політиків.  
6. Підзвітність. Об’єднання окрему увагу приділило звітуванню за свою роботу перед суспільством у різні способи,  у тому числі через квартальні та річні звіти, публічні презентації, брифінги тощо. Депутати визначали зворотній зв’язок з суспільством як важливий напрям політичної роботи. Також «ЄвроОптимісти» залучають у свою роботу сучасні способи комунікації, які роблять депутатів доступними в спілкуванні з громадянами.